# Cmereška Gorca
Cmereška Gorca je naselje u slovenskoj Općini Podčetrtku. Cmereška Gorca se nalazi u pokrajini Štajerskoj i statističkoj regiji Savinjskoj. 

## Stanovništvo
Prema popisu stanovništva iz 2002. godine naselje je imalo 83 stanovnika.